# Qualificazioni alla Coppa delle nazioni oceaniane 2012
Le qualificazioni alla Coppa delle nazioni oceaniane 2012 si sono giocate al Toleafoa J.S. Blatter Complex di Apia, nelle Samoa, dal 22 al 26 novembre 2011. Vi hanno partecipato le quattro nazionali membri dell'OFC con il ranking FIFA più basso (ossia Samoa Americane, Isole Cook, Samoa e Tonga). La prima classificata del girone si è qualificata alla fase finale del torneo.
Gli incontri di questo turno, assieme a quelli della fase a gironi della fase finale, vennero considerati dalla FIFA validi anche per le qualificazioni al campionato mondiale di calcio 2014.

## Risultati
| Pos | Squadra         | G | V | N | P | GF | GS | DG | Pt | Risultato                    |
| --- | --------------- | - | - | - | - | -- | -- | -- | -- | ---------------------------- |
| 1   | Samoa           | 3 | 2 | 1 | 0 | 5  | 3  | +2 | 7  | Qualificata alla fase finale |
| 2   | Samoa Americane | 3 | 1 | 1 | 1 | 3  | 3  | 0  | 4  |                              |
| 3   | Tonga           | 3 | 1 | 1 | 1 | 4  | 4  | 0  | 4  |                              |
| 4   | Isole Cook      | 3 | 0 | 1 | 2 | 4  | 6  | −2 | 1  |                              |

| Arbitro: | Achari |

|                   |           |          |
| Ott 43’ Luani 74’ | Marcatori | 88’ Feao |

| Arbitro: | O'Leary |

|               |           |                            |
| Best 35’, 84’ | Marcatori | 19’, 36’ Gosche 90+1’ Bell |

| Arbitro: | George |

|           |           |                 |
| Luani 24’ | Marcatori | 62’ (aut.) Luvu |

| Arbitro: | Jacques |

|                     |           |               |
| Easthope 43’ (rig.) | Marcatori | 81’ Taufahema |

| Arbitro: | Assiene-Ambassa |

|                          |           |            |
| Maamaloa 26’ Falatau 90’ | Marcatori | 35’ Harmon |

| Arbitro: | O'Leary |

|          |           |  |
| Malo 89’ | Marcatori |  |